# Naraoia

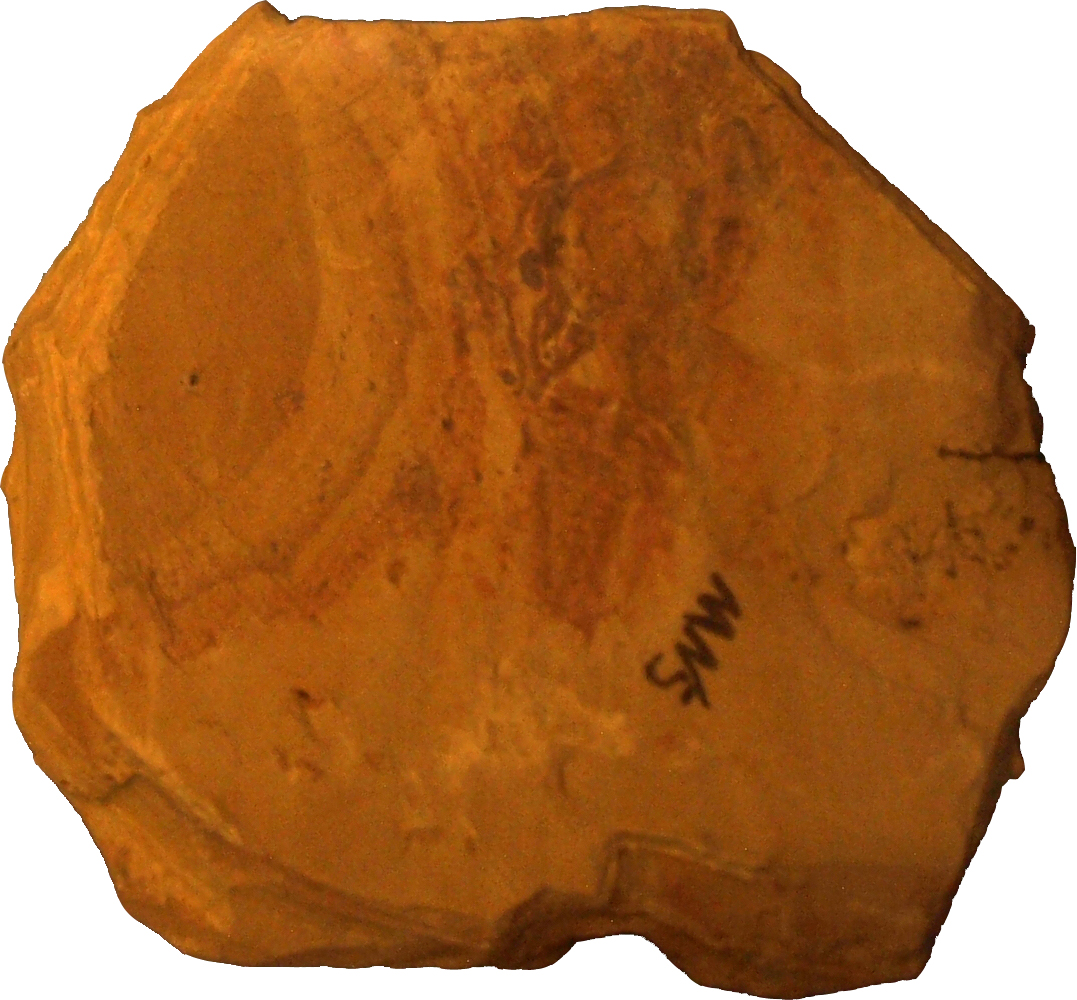

Naraoia är en utdöd livsform som återfinns som fossil i Burgess Shale. Naraoia saknar ögon, har ett tvådelat skal och är troligtvis släkt med trilobiterna.